# Брахманбария (округ)
Брахманбария (бенг. ব্রাহ্মণবাড়িয়া জেলা, англ. Brahmanbaria District) — округ на востоке Бангладеш, в области Читтагонг. Образован в 1984 году из части территории округа Комилла. Административный центр — город Брахманбария. Площадь округа — 1927 км². По данным переписи 2001 года население округа составляло 2 365 880 человек. Уровень грамотности взрослого населения составлял 26,6 %, что значительно ниже среднего уровня по Бангладеш (43,1 %). 90,73 % населения округа исповедовало ислам, 9,07 % — индуизм.

## Административно-территориальное деление
Округ Брахманбария делится на 8 подокругов:
1. Брахманбария-Садар
2. Ашугандж (Ашугандж)
3. Насирнагар (Насирнагар)
4. Набинагар (Набинагар)
5. Сарайл (Сарайл)
6. Касба (Касба)
7. Акхаура (Акхаура)
8. Банчарампур (Банчарампур)